# Copelatus ibrahimi
Copelatus ibrahimi es una especie de escarabajo buceador del género Copelatus, de la subfamilia Copelatinae, en la familia Dytiscidae. Fue descrito por Angus & Kaschef en 2000.